# Amrum (Gemeinde)
Amrum war der Name einer Gemeinde im Kreis Tondern (ab dem 19. Oktober 1920 Kreis Südtondern) in der preußischen Provinz Schleswig-Holstein.

## Geographie

### Lage
Die Gemeinde umfasste das gesamte Gebiet der Insel Amrum.

### Fläche und Einwohnerzahl
Am 1. Dezember 1905 hatte die Gemeinde 1004 Einwohner, die auf einer Fläche von 20,37 km2 lebten.

### Orte
Die Orte in der Gemeinde Amrum waren Norddorf, Nebel, Süddorf, Steenodde und das 1890 gegründete Wittdün.

## Geschichte
Am 27. Juni 1871 wurde die Gemeinde Amrum neu gebildet. Sie entstand durch den Zusammenschluss aller Ortschaften der Insel.
Am 13. Oktober 1912 wurde das Gebiet der neuen Gemeinde Wittdün ausgegliedert.
Am 25. Juli 1925 wurde die Gemeinde Norddorf durch Abtrennung von der Gemeinde Amrum neu gebildet.
Schließlich wurde der verbliebene Rest der Gemeinde am 23. Februar 1926 in Nebel umbenannt.